# Tchouïa du Sud
Pour les articles homonymes, voir Tchouïa (homonymie).
La Tchouïa du Sud est un chaînon montagneux de l'Altaï central qui se trouve au sud de la Tchouïa du Nord. Son territoire est compris entre les rivières Karaguem et Tchagan-Ouzoun (appelée également Taldoura) au nord, et la rivière Djazator au sud. Il est délimité au sud par le plateau de l'Oukok et à l'est par la steppe de la Tchouïa.

## Géographie

### Situation
La Tchouïa du Sud est moins élevée que la Tchouïa du Nord, son altitude moyenne s'échelonnant de 3 000 à 3 500 mètres. Son point culminant est le mont Irbistou à 3 967 mètres d'altitude. Contrairement à la Tchouïa du Nord, ses pentes ne sont recouvertes que d'une maigre végétation, avec quelques alpages où pousse le bouleau nain. Grâce à cette absence de forêt, le panorama est exceptionnel et la vue s'étend de trente à cinquante kilomètres à la ronde, jusqu'à la steppe de la Tchouïa, les monts Katoun et la Tchouïa du Nord. Il s'étend sur 120 kilomètres.

### Hydrographie

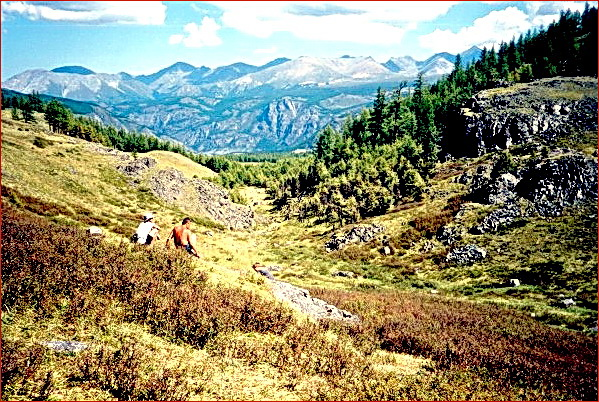
Vue du déversoir du lac Karakol vers la vallée de la Tchouïa

La Tchouïa du Sud est la deuxième chaîne de l'Altaï par le nombre de ses glaciers. Elle en compte en effet 243 pour une superficie totale de 222,8 km2. Au milieu de la chaîne, on trouve le grand glacier de la Taldoura qui mesure 8 kilomètres de longueur pour une superficie de 28,2 km2 et le glacier Sainte-Sophie, populaire parmi les alpinistes, qui mesure 8 kilomètres de longueur pour une superficie de 17,6 km2.
Des affluents de la Tchouïa prennent ici naissance, comme les rivières Tchagan, Taldoura, Tarkhata, ou Irbistou. De l'autre côté, ce sont les petits affluents nombreux du Djazator.
Les lacs de ce chaînon sont nombreux et pittoresques, comme ceux qui se trouvent dans la vallée de la rivière Akkol : le lac Akkol (ce qui signifie « lac blanc » en altaï) à la couleur laiteuse et le lac Karakol (ce qui signifie « lac noir » en altaï) aux eaux plus sombres. Ils se trouvent à deux kilomètres l'un de l'autre. Il est possible de camper au bord du lac Akkol pour se diriger ensuite vers le glacier Sainte-Sophie ou explorer les sommets environnants.

### Climat
Les montagnes ici sont influencées par la proximité des étendues arides de la Mongolie (située au sud-est) et les précipitations sont bien moindres qu'immédiatement au nord, ou au monts Katoun. Pourtant il existe de nombreux glaciers.

## Source
- (ru) Cet article est partiellement ou en totalité issu de l’article de Wikipédia en russe intitulé « Южно-Чуйский хребет » (voir la liste des auteurs).